# Tokugawa Iemochi
Tokugawa Iemochi (徳川 家茂 (Đức Xuyên Gia Mậu) 17 tháng 7 năm 1846 – 29 tháng 8 năm 1866) là vị Tướng Quân thứ 14 của chế độ Mạc phủ Tokugawa tại Nhật Bản, tại vị từ năm 1858 đến 1866. Trong thời kỳ cai trị của ông, Nhật Bản có nhiều rối loạn nội bộ sau lần tiếp xúc đầu tiên với Hoa Kỳ do Thuyền trưởng Perry dẫn đầu vào năm 1853 và 1854, và sự mở cửa tiếp sau đó của Nhật Bản đối với các quốc gia phương Tây. Thời kỳ Iemochi ngự trị được coi là khoảng thời gian suy yếu của chế độ Mạc phủ.

## Tiểu sử
Tokugawa Iemochi có tên thời nhỏ là Kikuchiyo, là con cả của lãnh chúa phiên Wakayama thế hệ thứ 11 tên là Tokugawa Nariyuki, và được sinh ra tại dinh thự của phiên tại Edo (nay là Minato-ku thuộc Tokyo).
Năm 1847, khi mới 1 tuổi, ông được nhận làm con nuôi với vị thế là người kế vị của daimyo Tokugawa Narikatsu, và kế vị ông vào năm 1849. Sau đó ông được đổi tên thành Tokugawa Yoshitomi sau khi làm lễ sang tuổi vào năm 1851. Tuy nhiên, năm 1858 ông lại tiếp tục phải đổi tên theo dòng tộc chính của gia tộc Tokugawa vì Tướng Quân thứ 13 là Iesada không có người thừa kế. Việc lựa chọn Yoshitomi có nhiều xung đột; nhiều bè cánh khác của hội đồng gia tộc Tokugawa ủng hộ Tokugawa Yoshinobu hay Matsudaira Naritami trở thành Tướng Quân; và do vậy cả hai nhóm này đều chống đối Iemochi, người mà khi đó trưởng thành nhất trong các ứng cử viên. Để trở thành Tướng Quân, Yoshitomi đã đổi tên thành Iemochi.
Ngày 22 tháng 4 năm 1863 (ngày 5 tháng 3 năm Văn Cửu thứ 3), Tướng Quân Iemochi đi cùng một đám rước rất lớn đến kinh đô. Ông được Thiên Hoàng triệu kiến, và có 3.000 tùy tùng hộ tống. Đây là lần viếng thăm đầu tiên kể từ chuyến đi của Iemitsu vào thời kỳ Khoan Vĩnh - 230 năm trước, khi một Tướng Quân đến Kyoto.
Là một phần trong phong trào Kōbu Gattai (公武合体, Công Vũ hiệp thể) nghĩa là liên hiệp giữa hoàng tộc và Mạc phủ, Iemochi đã kết hôn với  Nội Thân vương Chikako là con gái của Thiên hoàng Ninkō, và là em gái của Thiên hoàng Kōmei, nhưng cái chết trẻ năm 20 tuổi của ông đã đặt dấu chấm hết cho cuộc hôn nhân ngắn ngủi. Nguyên nhân tử vong được ghi nhận rộng rãi là do suy tim do bệnh tê phù, một loại bệnh có nguyên nhân từ việc thiếu hụt thiamine (vitamin B1).
Người kế vị ông, Yoshinobu, là vị Tướng Quân Tokugawa cuối cùng, mở đường cho Cải cách Minh Trị.

## Niên hiệu
Thời kỳ Iemochi ngự trị có nhiều hơn một niện hiệu (nengō).
- Ansei (安政, An Chính) (1854–1860)
- Manen (万延, Mặc Diên) (1860–1861)
- Bunkyu (文久, Văn Cửu) (1861–1864)
- Genji (元治, Nguyên Trị) (1864–1865)
- Keiō (慶應, Khánh Ưng) (1865–1868)

## Hư cấu
Trong series Ooku (大奥), Tokugawa Iemochi xuất hiện ở loạt phim năm 2003.
Tokugawa Iemochi xuất hiện trong taiga 2008 của NHK, Atsuhime. Người đóng vai ông là Matsuda Shota.
Thời thơ ấu của ông là bối cảnh trong tiểu thuyết 'Kazunomiya, Prisoner of Heaven', của Kathryn Lasky, một nhật ký hư cấu của vợ Iemochi.
Iemochi cũng được nói đến trong 'The Last Concubine' của Lesley Downer